# Johanna van Rethel
Johanna van Rethel (overleden in 1328) was van 1285 tot aan haar dood gravin van Rethel. Ze behoorde tot het huis Rethel.

## Levensloop
Johanna was de enige dochter van graaf Hugo IV van Rethel uit diens derde huwelijk met Isabella, dochter van graaf Hendrik V van Grandpré. Na de dood van haar vader in 1285 erfde ze het graafschap Rethel.
Op 16 december 1290 huwde ze met graaf Lodewijk I van Nevers (1272-1322), die als oudste zoon van Robrecht III van Béthune eveneens erfgenaam van het graafschap Vlaanderen was. Vanaf dan regeerde het echtpaar samen over Rethel, totdat Lodewijk I in 1322 stierf. In 1328 overleed ook Johanna.

## Nakomelingen
Johanna en Lodewijk I van Nevers kregen twee kinderen:
- Johanna (ca. 1295-1374), huwde in 1329 met graaf Jan van Montfort
- Lodewijk van Crécy (1304-1346), graaf van Vlaanderen, Nevers en Rethel

## Voorouders
| Voorouders van Johanna van Nevers | Voorouders van Johanna van Nevers                                        | Voorouders van Johanna van Nevers                                        | Voorouders van Johanna van Nevers                                        | Voorouders van Johanna van Nevers                                        | Voorouders van Johanna van Nevers                                        | Voorouders van Johanna van Nevers                                        | Voorouders van Johanna van Nevers                                        | Voorouders van Johanna van Nevers                                        |
| --------------------------------- | ------------------------------------------------------------------------ | ------------------------------------------------------------------------ | ------------------------------------------------------------------------ | ------------------------------------------------------------------------ | ------------------------------------------------------------------------ | ------------------------------------------------------------------------ | ------------------------------------------------------------------------ | ------------------------------------------------------------------------ |
| Overgrootouders                   | Hugo II van Rethel (-1227) ∞ Felicitas van Broyes                        | Hugo II van Rethel (-1227) ∞ Felicitas van Broyes                        | - ∞ -                                                                    | - ∞ -                                                                    | Hendrik IV van Grandpré (-) ∞ Marie de Garlande (?–?)                    | Hendrik IV van Grandpré (-) ∞ Marie de Garlande (?–?)                    | Erard III de Brienne (-) ∞ Philippa de Champagne (–)                     | Erard III de Brienne (-) ∞ Philippa de Champagne (–)                     |
| Grootouders                       | Manasses V van Rethel (?-1272) ∞ Elisabeth van Ecry (?–?)                | Manasses V van Rethel (?-1272) ∞ Elisabeth van Ecry (?–?)                | Manasses V van Rethel (?-1272) ∞ Elisabeth van Ecry (?–?)                | Manasses V van Rethel (?-1272) ∞ Elisabeth van Ecry (?–?)                | Hendrik V van Grandpré (±1220-1287) ∞ Isabeau van Brienne (1220–1274)    | Hendrik V van Grandpré (±1220-1287) ∞ Isabeau van Brienne (1220–1274)    | Hendrik V van Grandpré (±1220-1287) ∞ Isabeau van Brienne (1220–1274)    |                                                                          |
| Ouders                            | Hugo IV van Rethel (1244-1285) ∞ 1275 Isabella van Grandpré (±1250–1292) | Hugo IV van Rethel (1244-1285) ∞ 1275 Isabella van Grandpré (±1250–1292) | Hugo IV van Rethel (1244-1285) ∞ 1275 Isabella van Grandpré (±1250–1292) | Hugo IV van Rethel (1244-1285) ∞ 1275 Isabella van Grandpré (±1250–1292) | Hugo IV van Rethel (1244-1285) ∞ 1275 Isabella van Grandpré (±1250–1292) | Hugo IV van Rethel (1244-1285) ∞ 1275 Isabella van Grandpré (±1250–1292) | Hugo IV van Rethel (1244-1285) ∞ 1275 Isabella van Grandpré (±1250–1292) | Hugo IV van Rethel (1244-1285) ∞ 1275 Isabella van Grandpré (±1250–1292) |
| Johanna van Rethel (?-1328)       |                                                                          |                                                                          |                                                                          |                                                                          |                                                                          |                                                                          |                                                                          |                                                                          |